# Мельня (станція)
Мельня — проміжна залізнична станція 5 класу Конотопської дирекції Південно-західної залізниці на лінії Конотоп—Хутір-Михайлівський.
Розташована в Конотопському районі Сумської області між станціями Вирівка (12 км) та Алтинівка (11 км).
На станції зупиняються поїзди місцевого сполучення.